# Observatori de Leiden
L'Observatori de Leiden (Sterrewacht Leiden en neerlandès) és un observatori astronòmic localitzat a la ciutat de Leiden, Països Baixos. Va ser construït per la Universitat de Leiden el 1633 per a albergar el quadrant de Snellius, comprat pel seu fundador, Jacobus Golius, i és un dels observatoris més antics que encara estan actius.

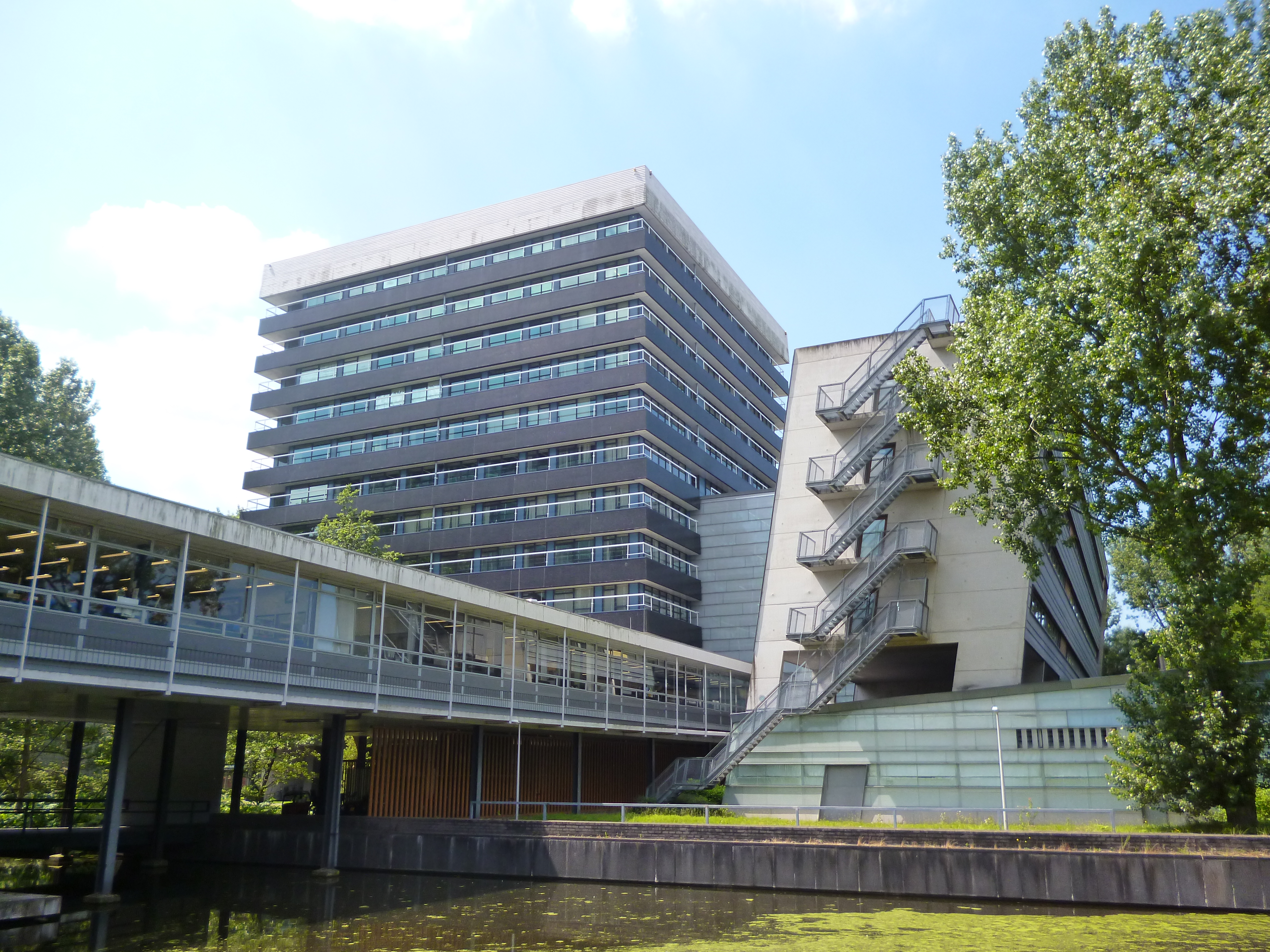
Edifici Huygen & Oort, on es troben una part de les instal·lacions actuals

L'antic edifici va ser donat de baixa i l'observatori va ser traslladat dues vegades. El 1860 es va instal·lar a Witte Singel, i el 1974 es va acomodar al nord-est del centre. El departament astronòmic (Sterrewacht Leiden) és el més gran dels Països Baixos, és conegut a tot el món. L'observatori du a terme una àmplia investigació sobre diversos camps de l'astronomia.
Entre els astrònoms i físics coneguts que van treballar a Leiden, s'hi troben Willem de Sitter, Ejnar Hertzsprung i Jan Oort, que en van ser directors. Un famós empleat de l'observatori va ser Jacobus Kapteyn.